# Định Hải, Chu Sơn
Định Hải (chữ Hán phồn thể: 定海區, chữ Hán giản thể: 定海区, âm Hán Việt: Định Hải khu) là một huyện thuộc địa cấp thị Chu Sơn, tỉnh Chiết Giang, Cộng hòa Nhân dân Trung Hoa. Quận này nằm ở tây trung bộ của quần đảo Chu Sơn do 128 hòn đảo tạo thành, có diện tích 568,8 km² và diện tích mặt biển 875,2 km², dân số 368.000 người. Mã số bưu chính của Định Hải là 316000. Chính quyền nhân dân quận Định Hải đóng ở số 106, đường Giải Phóng.
Về mặt hành chính, quận Định Hải được chia thành 6 nhai đạo, 7 trấn và 3 hương. Tổng cộng có 11 khu cư dân, 181 ủy ban thôn.
Các nhai đạo biện sự xứ là: Giải Phóng, Hoàn Nam, Xương Quốc, Thành Đông, Diêm Thương, Lâm Thành.
Các trấn: Song Kiều, Tiểu Sa, Kim Đường, Bạch Toàn, Mã Áo, Càn Thạch Lãm.
Các hương: Trường Bạch, Sách Tử, Bắc Thiền.